# Türkmének
A türkmének (türkmén: Türkmenler, Түркменлер) török (türk) eredetű közép-ázsiai nép. Türkmenisztán fő népcsoportját képezik, ezentúl jelentős számban élnek Irán északkeleti részén, továbbá Afganisztánban és Üzbegisztánban is. Összlétszámuk 5,5-6 millió fő.
Nyelvük, a türkmén a köztörök nyelvek oguz csoportjába tartozik.
A hívők többsége szunnita iszlám vallású.

## Fordítás
- Ez a szócikk részben vagy egészben  a   Turkmens című angol Wikipédia-szócikk fordításán alapul.  Az eredeti cikk szerkesztőit annak laptörténete sorolja fel. Ez a jelzés csupán a megfogalmazás eredetét és a szerzői jogokat jelzi, nem szolgál a cikkben szereplő információk forrásmegjelöléseként.